# Північнокавказький економічний район

Північнокавказький економічний район на мапі Росії

Півні́чнокавка́зький економі́чний райо́н (рос. Се́веро-Кавка́зский экономи́ческий райо́н) — один із 12 економічних районів Російської Федерації, складається з 10 федеральних суб'єктів:
- Республіка Адигея
- Республіка Дагестан
- Республіка Інгушетія
- Кабардино-Балкарська Республіка
- Карачаєво-Черкеська Республіка
- Республіка Північна Осетія — Аланія
- Чеченська Республіка
- Краснодарський край
- Ставропольський край
- Ростовська область

Населення — 17,7 млн осіб (1987).
Основні галузі спеціалізації: харчова промисловість, сільськогосподарське машинобудування, кольорова металургія, виробництво цементу.
Сільське господарство спеціалізується на вирощуванні зернових і олійних культур, а також на тваринництві (велика рогата худоба, свині, вівці).